# Trần Thanh Phương (thiếu tướng)
Trần Thanh Phương là một tướng lĩnh Quân đội nhân dân Việt Nam, nguyên Tư lệnh Binh chủng Đặc công, Phó Chánh Thanh tra Bộ Quốc phòng.

## Tiểu sử
Tháng 7 năm 1985, sau khi tốt nghiệp Học viện Quân sự Cấp cao, ông được bổ nhiệm làm Phó Tham mưu trưởng kiêm Trưởng phòng Tác chiến của Binh chủng Đặc công. Tháng 3 năm 1978, ông nhận nhiệm vụ đi chuyên gia ở Lào, lúc này ông đang mang hàm Trung tá. Đến năm 1991, ông được thăng làm Tham mưu Trưởng thay cho Đại tá Đỗ Văn Ninh. Tháng 2 năm 1996, ông được bổ nhiệm làm Tư lệnh Binh chủng Đặc công khi còn mang quân hàm Đại tá. Năm 2000, ông được thăng quân hàm Thiếu tướng.